# Protocolo de Tegucigalpa
El Protocolo de Tegucigalpa fue firmado por los presidentes de Costa Rica, El Salvador, Guatemala, Honduras, Nicaragua y Panamá el 13 de diciembre de 1991, donde se decide reformar la Carta de 1962, a efecto de crear el Sistema de la Integración Centroamericana. 
El Protocolo de Tegucigalpa fue firmado también por Belice en el año 2000; la República Dominicana se asoció con la SICA en 2003.